# 次级贷款
次级贷款或次級按揭（英語：subprime lending），是为信用评级较差、无法从正常管道借贷的人所提供的贷款。次级贷款的利率一般较正常贷款为高，而且常常是可以随时间推移而大幅上调的浮动利率，因而对借款人有较大风险。由于次级贷款的违约率较高，对于贷款商也有较正常贷款更高的信用风险。

## 次級房貸与次級债券
「Subprime」的意思是泛指信用記錄有問題（problems with credit history）狀況下的貸款。這個字經常運用在subprime lending、subprime mortgages、subprime car loans、subprime credit cards。因此所謂「次級房貸」，是指信用状况较差之房貸者的貸款。
次級房屋贷款經過贷款机构及华尔街以金融工程的技術評估風險利率等合併多筆貸款製作出債券，组合包裝之後以债券或证券等金融产品形式在按揭二级市场上出卖给投资者；这些债券产品被称为「次級债券」。

## 次級房貸風暴与信用紧缩
美國利率过去几年曾一度調降至1%，使得房地產相關產業大漲。隨著利率從1%漸漸調升至5.25%，使得房地產相關產業緊縮下跌；在房地產急跌後，伴随資產縮水，次級房貸违约率急升，引發贝尔斯登公司的避險基金破產風險。受到利率降至1%再升至5.25%，引發的利率風險，導致信用市場的相關債券投資商品遭大量拋售。
對於次級房貸問題可能拖垮美國房市，令市場陷入高度驚懼。信用評级機構標準普爾與穆迪（Moody's）於2007年7月11日調降房屋抵押貸款擔保債券（RMBS）的評等與次級房貸抵押債券評等的行動，使得投資人擔憂次級房貸可能進一步拖累房屋市場，進而波及經濟中的其他層面。標準普爾還預測美國房價將繼續走低，其首席經濟學家韋斯預測，從2006年到2008年間，美國房價的平均跌幅將達8%，並且韋斯不看好美房市信用惡化的情況在短期內會好轉，預測次級房貸違約情事將更見增加，房價也將繼續走低，但可望在2008年第一季觸底。
房貸擔保債券的評等遭下修，可能引發負面骨牌效應，因為這些經由華爾街某些大型銀行銷售的債券，就是融通美國房市的主要資金來源，因此可能終將扼阻寬鬆資金這道近年房價主要推手的活水。美國次級房貸市場，是在2007年2月，隨著匯豐銀行控股公司及新世紀金融公司，雙雙傳出房貸資產遭到還款違約激增所侵蝕，而開始由盛轉逆，敗象畢露。次級房貸市場在2007年的迅速瓦解，凸显了有关金融产品的利率風險與信用風險，触发了2007年－2011年環球金融危機，对全球主要金融市场造成了冲击，导致了市場資金在相当一段时期内的緊縮。

## 外部参考
- 财经百科: 次级贷款